# César Santos
Pour les articles homonymes, voir Santos (homonymie).
César Luís dos Santos Camargo, plus connu sous le nom de César Santos, est un footballeur brésilien né le 21 mars 1969.

## Carrière
- 1993-1994 : Standard de Liège
- 1994-1995 : FC Liège
- 1995-1996 : Louletano DC
- 1996-1999 : Beira-Mar
- 1999-2000 : Imortal DC
- 2000-2001 : FC Marco
- jan. 2001 : Paredes
- 2001-2002 : Louletano DC
- 2002-2003 : São João de Ver